# イサベラ島 (エクアドル)

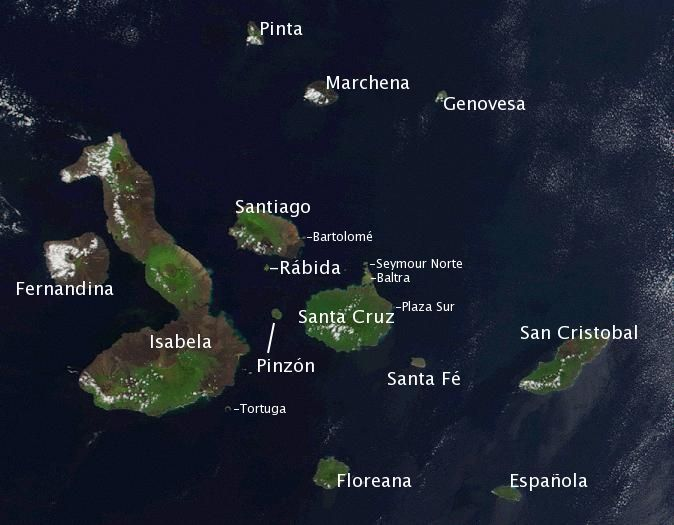
イサベラ島の位置（左より2つ目の島）

イサベラ島（スペイン語: Isla Isabela、アルベマール島、英語: Albemarle Island）は、ガラパゴス諸島で最大の島で、面積は4,588km2であり、南北約100kmにおよぶ。赤道直下に位置し、島の北部を赤道が通過しており、ガラパゴス諸島で赤道直下にあるのはこの島のみである。島の名は、クリストファー・コロンブスの探検を後援したスペイン女王イサベル1世の名にちなむ。英名のアルベマール島は、アルベマール公爵にちなんで名付けられた。

## 地理

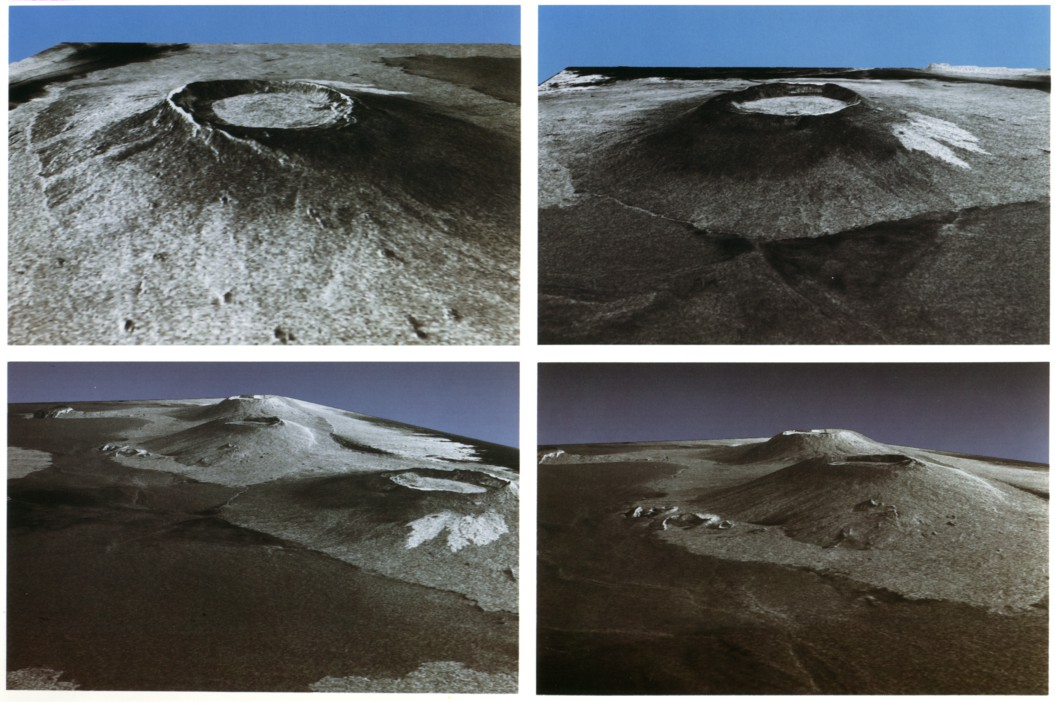
左上: アルセド火山（北東より）
右上: アルセド火山（東より）
左下: ウォルフ、ダーウィン、アルセド火山（北より）
右下: ウォルフ、ダーウィン火山（北より）

イサベラ島はガラパゴス諸島のホットスポット（ガラパゴス・ホットスポット）付近に列として並ぶ島嶼の西端に位置する最も新しい島の1つである。形成時期は約100万年前から70万年前と推測されている。
イサベラ島は6つの火山よりできており、エクアドル火山以外の5つの連なる楯状火山には、直径およそ5-10kmとなるカルデラがあり、それぞれ標高が1,000m以上ある。最も高いのは北部にある標高1,707mのウォルフ火山である。これら5つの火山は、北に位置する火山ほど新しいが、エクアドル火山を除くそれら5つの火山の全ては、今もなお最も火山活動が活発な場所となっている。
- エクアドル火山（スペイン語版）（Ecuador） - 標高808m[2]（座標: 南緯0度1分12秒 西経91度32分45.6秒 / 南緯0.02000度 西経91.546000度）
- ウォルフ火山（スペイン語版）（Wolf） - 標高1,707m[2]（座標: 南緯0度1分12秒 西経91度21分0秒 / 南緯0.02000度 西経91.35000度）
- ダーウィン火山（スペイン語版）（Darwin） - 標高1,326m[2]（座標: 南緯0度10分48秒 西経91度16分16.48秒 / 南緯0.18000度 西経91.2712444度）
- アルセド火山（スペイン語版）（Alcedo） - 標高1,128m[2]（座標: 南緯0度25分48秒 西経91度7分12秒 / 南緯0.43000度 西経91.12000度）
- ネグラ山脈（スペイン語版）（Sierra Negra） - 標高1,490m[2]（座標: 南緯0度49分48秒 西経91度10分12秒 / 南緯0.83000度 西経91.17000度）
- アスル山（スペイン語版）（Serro Azul） - 標高1,689m[2]（座標: 南緯0度54分0秒 西経91度25分12秒 / 南緯0.90000度 西経91.42000度）

南部の湿地は2002年にラムサール条約登録地となった。
ガラパゴス諸島で3番目に人口（2,256人、2010年統計）の多い島であり、島の南東にある町、プエルト・ビジャミル周辺に集中している。

## 生物
島には火山ごとに固有となるガラパゴスゾウガメの5亜種が生息するほか、ウミイグアナ（亜種 A. c. albemarlensis）、ガラパゴスリクイグアナ、ガラパゴスアシカ、ガラパゴスペンギン、ガラパゴスコバネウ、アオアシカツオドリ、カッショクペリカン、ベニイロフラミンゴ、イワカモメ、アオウミガメ、ウニのLytechinus semituberculatus、ナマコのIsostichopus fuscusなどの生物が多く生息する。

### 保全
移入されたヤギは、北部で推定10万頭以上に増えていたが、1997年よりガラパゴス国立公園管理局とチャールズ・ダーウィン財団による撲滅事業が開始され、2006-2007年には根絶された。